# Семиозер'є (Забайкальський район)
Семи́озе́р'є (рос. Семиозёрье) — селище у складі Забайкальського району Забайкальського краю, Росія. Входить до складу Красновеликанського сільського поселення.

## Населення
Населення — 45 осіб (2010; 97 у 2002).
Національний склад (станом на 2002 рік):
- росіяни — 78 %